# Geneva Centre for Security Sector Governance
Das Geneva Centre for Security Sector Governance (DCAF – /ˈdiˌkæf/) ist in der Schweiz angesiedelt und setzt sich   für eine Welt ein, in welcher demokratisch legitimierte, verantwortliche und wirksame Sicherheitskräfte für menschliche und nationale Sicherheit sorgen. Das DCAF geht in seiner Arbeit vom Grundsatz aus, dass gute Regierungsführung des Sicherheitssektors und entsprechende Reformen (Englisch: Security Sector Governance and Reform – SSG/R) ein entscheidender Faktor für Frieden und nachhaltige Entwicklung sind.
In den zwanzig Jahren seines Bestehens hat das DCAF nationale Partner in über achtzig Ländern in ihren Bemühungen um einen wirksamen und legitimen Sicherheitssektor unterstützt. Zusätzlich arbeitet das Zentrum mit bilateralen Gebern und multilateralen Organisationen daran, Reformansätze für den Sicherheitssektor effektiver zu gestalten.

## Geschichte
Das DCAF wurde im Jahr 2000  auf Initiative der Schweizer Regierung, als “Genfer Zentrum für die demokratische Kontrolle der Streitkräfte” gegründet. Anfänglich setzte sich das Zentrum hauptsächlich für Reformen der Sicherheitsinstitutionen im westlichen Balkan ein, um nach den Kriegen der 1990er-Jahre den fragilen Frieden zu unterstützen sowie die entsprechenden Institutionen in den Demokratisierungsprozessen in Zentral- und Osteuropa zu begleiten.
Seither ist das Konzept von Sicherheitssektorreform und -gouvernanz  zu einer umfassenden Vision weiterentwickelt worden, die nicht nur Sicherheitskräfte und die entsprechenden Institutionen umfasst, sondern auch Parlamente, zivilgesellschaftliche Organisationen und die Medien einbezieht. Um dieser Veränderung gerecht zu werden, wurde der das Zentrum 2019 in «Genfer Zentrum für die Gouvernanz des Sicherheitssektors» umbenannt.
Französisch: DCAF – le Centre pour la gouvernance du secteur de la sécurité –Genève
Englisch: DCAF – Geneva Centre for Security Sector Governance

## Aufgabe
Ziel ist es, die Prinzipien guter Regierungsführung und ziviler Kontrolle des Sicherheitssektors rund um den Globus   durch national verankerte, inklusive und partizipative Reformprozesse zu stärken, die sich an internationalen Normen sowie guter Praxis orientieren.
Vier Prinzipien bestimmen die Herangehensweise des DCAF:
- Ein Ansatz, der die Menschenrechte sowie die Gleichwertigkeit der Geschlechter ins Zentrum stellt
- Demokratische Kontrolle und Rechtsstaatlichkeit
- Ein Bekenntnis zur Förderung demokratischer Prinzipien, während Unparteilichkeit und politische Nichteinmischung hochgehalten werden
- Ein Fokus auf lokale Verankerung, bzw. die Bedürfnisse von DCAF’s Partnern und der Bevölkerung, welcher sie dienen

## Aktivitäten
Das DCAF hat Erfahrung in Sicherheitsreformprozessen, etwa in Strategieentwicklung, Bedarfsanalyse, Programmgestaltung, Management, Koordination sowie im Umgang mit der politischen Dimension. Seine hauptsächlichen Einsatzgebiete sind:
- technische, politische sowie rechtliche Beratung zur Entwicklung und Umsetzung von Rechtsgrundlagen, Rahmenbedingungen sowie Programmen im Bereich von SSG/R
- Kapazitätsstärkung von Menschen und Institutionen, die in SSG/R-Prozesse involviert sind
- Stärkung von Normen, Standards und guter Praxis rund um SSG/R
- Entwicklung und Verbreitung von Wissensprodukten und Instrumenten für Menschen, die SSG/R unterstützen

Das DCAF setzt sich schwerpunktmässig in folgenden Bereichen ein:
- Parlamentarische Aufsicht
- Polizei- und Strafverfolgungsreform
- Aufsicht von Nachrichtendiensten
- Verteidigungsreform
- Management von Grenzkontrolle
- Wirtschaft und Sicherheit
- Gender und Sicherheit
- Aufsicht durch Zivilgesellschaft und Medien
- Unabhängige Aufsichtsorgane
- Justizsektorreform

Das DCAF arbeitet häufig mit multilateralen Organisationen wie den Vereinten Nationen, der NATO, der Afrikanischen Union, der Organisation für Sicherheit und Zusammenarbeit in Europa sowie der Europäischen Union (EU) zusammen.
Das DCAF stellt auf seiner Webseite eine Reihe von frei verfügbaren Ressourcen in mehreren Sprachen zur Verfügung, darunter beispielsweise Hintergründe, Analysen zu Trends in SSG/R, praktische Handreichungen und Methodensammelungen sowie Handbücher.
Die Arbeit des DCAF orientiert sich an der «Frauen, Frieden und Sicherheit Agenda» sowie den Nachhaltigen Entwicklungszielen 2030 der Vereinten Nationen, insbesondere am Entwicklungsziel 16: «Friedliche und inklusive Gesellschaften für eine nachhaltige Entwicklung fördern, allen Menschen Zugang zur Justiz ermöglichen und leistungsfähige, rechenschaftspflichtige und inklusive Institutionen auf allen Ebenen aufbauen.» Das DCAF unterstützt die Elsie-Initiative, welche eine stärkere Beteiligung von Frauen in UN-Friedensoperationen zum Ziel hat.

## Organisationsstruktur, Mitarbeitende und Budget
Hauptsitz ist das Maison de la Paix in Genf. Zweigstellen befinden sich in Addis Abeba, Bamako, Banjul, Beirut, Brussels, Kiew, Ljubljana, Niamey, Ramallah, Skopje, Tegucigalpa, Tripoli und Tunis.
Im Jahre 2020 gab es 203 Mitarbeiter, davon 60 % Frauen, mit 40 Nationalitäten.
Das DCAF verfügte über ein Budget von 32 Millionen Schweizer Franken.
Das DCAF wird institutionell  von der Schweiz, Schweden und Lichtenstein unterstützt. Projekte und Programme werden zusätzlich von  Deutschland, der EU, den Niederlanden, dem Vereinigten Königreich, Norwegen, Kanada, der Open Society-Stiftung, Frankreich, der Slowakei, Australien, den USA, Dänemark und weiteren finanziert. Finanzielle Unterstützung des DCAF zählt als offizielle Entwicklungshilfe.
Das DCAF ist Mitglied der Geneva Peacebuilding Platform (GPP), welche Organisationen, Ressourcen und Expertise im Bereich Friedensförderung im Raum Genf vereint.